# Коченьга
Коченьга́ (рос. Коченьга) — присілок у складі Тотемського району Вологодської області, Росія. Входить до складу П'ятовського сільського поселення.
Стара назва — Коченга.

## Населення
Населення — 22 особи (2010; 37 у 2002).
Національний склад (станом на 2002 рік):
- росіяни — 100 %